# Architettura longobarda

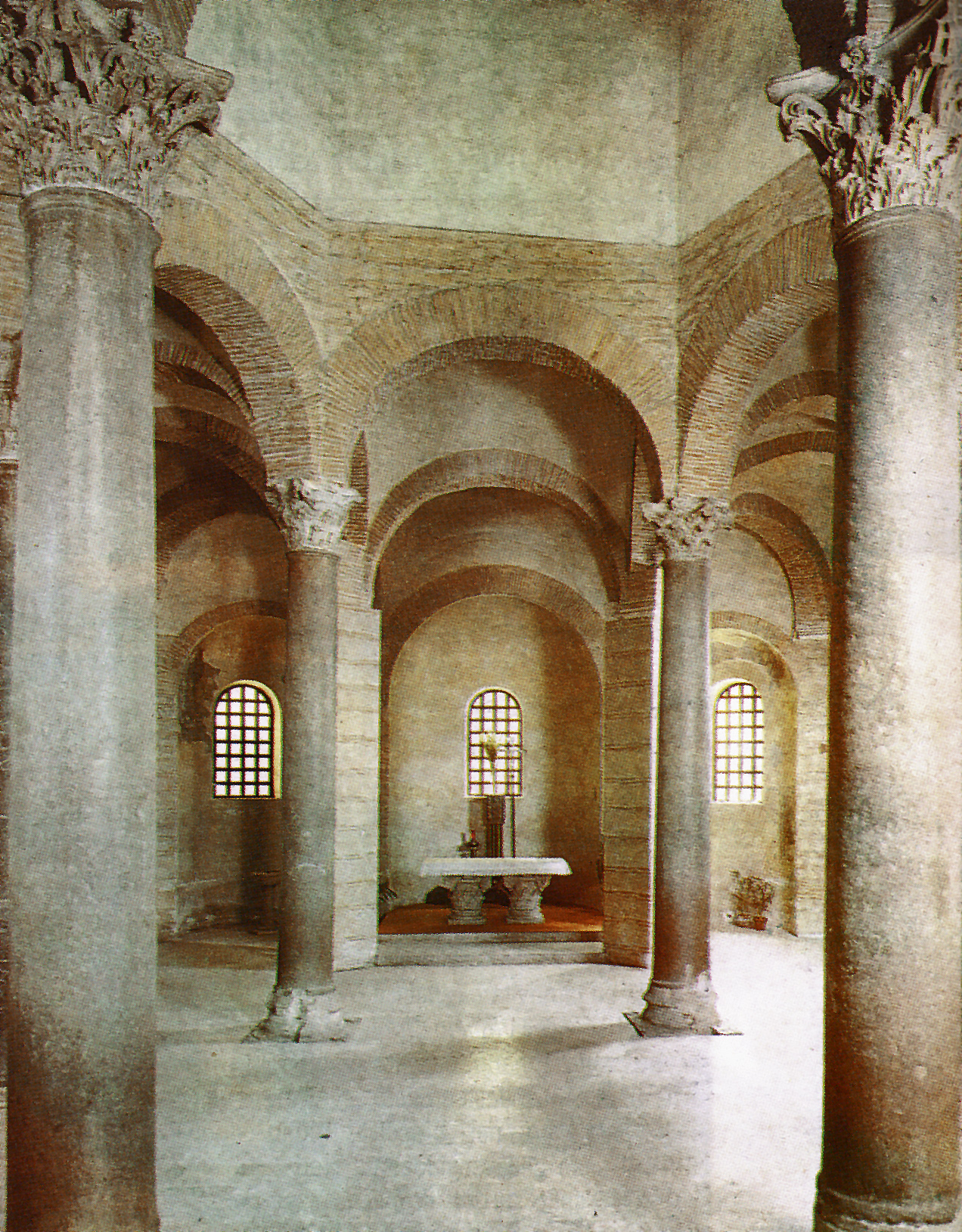
Chiesa di Santa Sofia (Benevento), interno

L'architettura longobarda è costituita dall'insieme delle opere architettoniche realizzate in Italia durante il regno dei Longobardi (568-774), con residuale permanenza nell'Italia meridionale fino al X-XI secolo (Langobardia Minor), e commissionate dai re e dai duchi longobardi.
L'attività architettonica sviluppata in Langobardia Maior è andata in gran parte perduta, per lo più a causa di successive ricostruzioni degli edifici sacri e profani eretti tra VII e VIII secolo. A parte il Tempietto longobardo di Cividale del Friuli, rimasto in gran parte intatto, gli edifici civili e religiosi di Pavia, Monza o altre località sono stati ampiamente rimaneggiati nei secoli seguenti. Ancora integre rimangono così soltanto poche architetture, o perché inglobate negli ampliamenti successivi - come la chiesa di San Salvatore a Brescia -, o perché periferiche e di modeste dimensioni - come la chiesa di Santa Maria foris portas a Castelseprio. 
Testimonianze maggiormente fedeli alla forma originale si ritrovano, invece, nella Langobardia Minor. A Salerno la cappella palatina, oggi parte del complesso archeologico di San Pietro a Corte, era la sala del trono di Arechi II all'interno del palazzo da lui fatto costruire nell'VIII secolo sui resti di un impianto termale romano. A Benevento si conservano la chiesa di Santa Sofia, un ampio tratto delle Mura e la Rocca dei Rettori, unici esempi superstiti di architettura militare longobarda, mentre altre testimonianze si sono conservate in centri minori del ducato beneventano e a Spoleto.
Un insieme di sette luoghi densi di testimonianze architettoniche, pittoriche e scultoree dell'arte longobarda, compreso nel sito seriale "I Longobardi in Italia. I luoghi del potere (568-774 d.C.)", è stato iscritto alla Lista dei patrimoni dell'umanità dell'UNESCO nel giugno 2011.

## Contesto storico

I domini longobardi alla morte di Rotari (652)

Giunti in Italia nel 568, i Longobardi non riuscirono mai a occupare completamente la Penisola e il loro regno rimase sempre ripartito in due aree nettamente individuate: la Langobardia Maior, corrispondente all'Italia settentrionale fino alla Tuscia e più strettamente controllata dai re insediati a Pavia, e la Langobardia Minor, nel centro-sud. Il regno era inoltre ripartito in vari ducati, le cui tendenze autonomiste perdurarono fino alla caduta del regno (774), benché in progressiva regressione a favore del potere centrale. Alla parziale frammentazione politica, tuttavia, non corrispose un'analoga disomogeneità culturale: la società longobarda mantenne caratteristiche e linee evolutive comuni in tutto il regno, favorendo lo sviluppo di un'arte dai tratti peculiari.
Il progressivo avvicinamento tra i nuovi dominatori longobardi e le popolazioni autoctone, parallelo al rimescolamento delle gerarchie sociali, fu favorito dal processo di conversione al cattolicesimo avviato dalla dinastia Bavarese e approdò, nell'VIII secolo, a un'integrazione che, sebbene mai completata, consentì la compartecipazione di entrambe le componenti del regno allo sviluppo dell'arte longobarda, tanto da rendere spesso impossibile distinguere l'origine etnico-culturale degli artisti.
Lo sviluppo artistico dell'architettura religiosa, civile e militare longobarda risentì di molteplici contatti con altre tradizioni europee: particolarmente stretti furono i rapporti, inizialmente di derivazione di modelli e in seguito di contaminazione verso nuove e originali forme espressive, con la tradizione paleocristiana di Roma e con quella bizantina affermatasi a Ravenna. Nel contesto europeo, uguale funzione di modello e spunto d'ispirazione ebbero i rapporti, politici ma anche artistici e culturali, con l'Impero bizantino, mentre con il Regno franco il flusso di conoscenze e di stilemi ebbe piuttosto direzione inversa.
Notevole, in ambito religioso, fu l'impulso dato da diversi sovrani longobardi (Teodolinda, Liutprando, Desiderio) alla fondazione di monasteri, strumenti al tempo stesso di controllo politico del territorio e di evangelizzazione in senso cattolico di tutta la popolazione del regno. Tra i monasteri fondati in età longobarda, spicca l'Abbazia di Bobbio, fondata da san Colombano.

## Caratteristiche

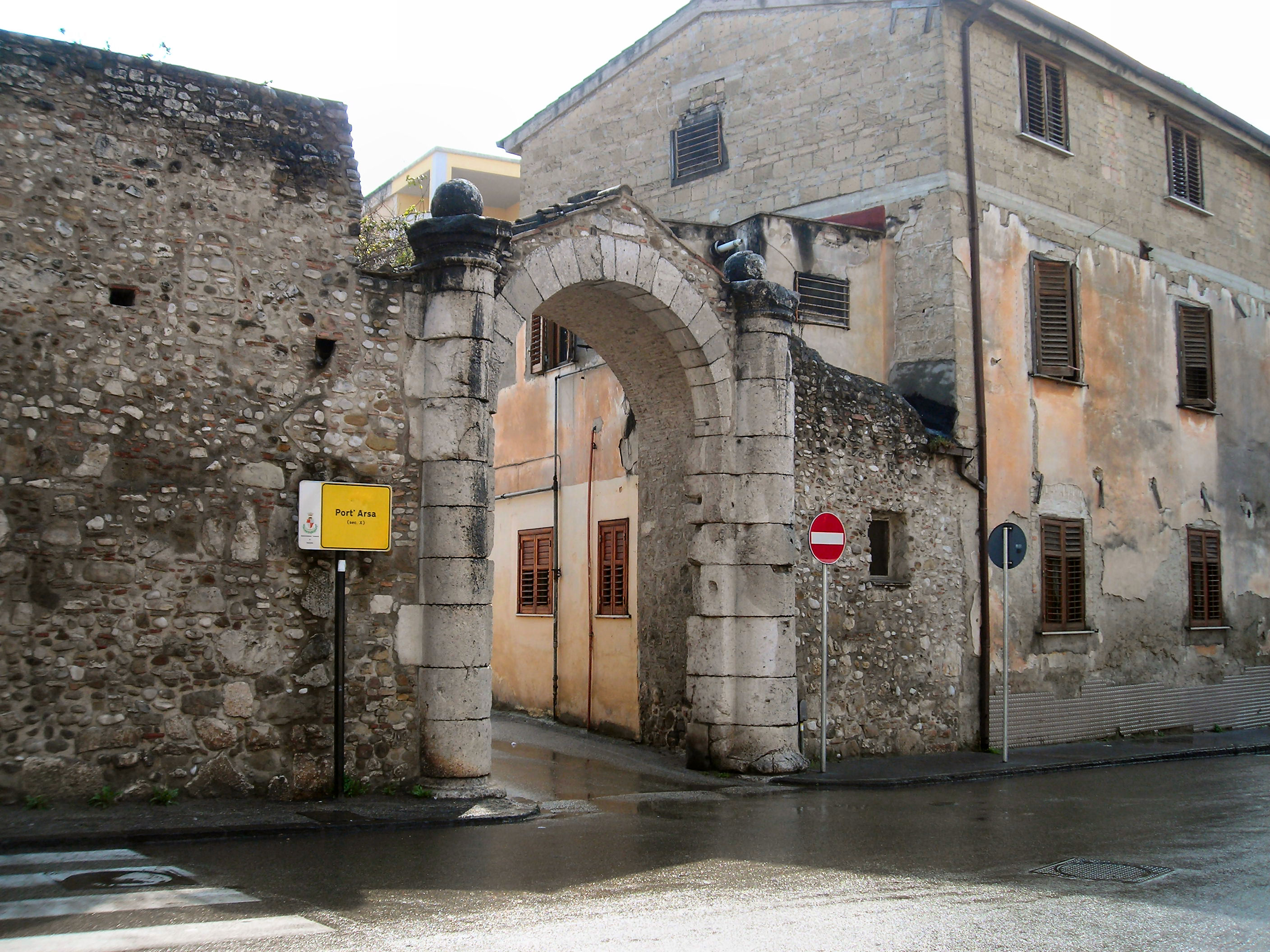
Un tratto delle mura di Benevento con port'Arsa, la porta romana sulla via Appia Antica inglobata nella successiva costruzione militare longobarda

Gli edifici più antichi eretti in epoca longobarda in Italia, e in particolare nella capitale del regno, Pavia, sono andati in gran parte distrutti o sono stati ampiamente rimaneggiati in età successive; tuttavia, è possibile individuare una tendenza di sviluppo in direzione anticlassica attraverso i pochi resti ancora visibili e alcune ricostruzioni grafiche. La distrutta chiesa pavese di Santa Maria alle Pertiche mostrava, per esempio, una pianta tipicamente romana - ottagonale con deambulatorio e giro interno di colonne -, ma l'altissimo corpo centrale costituiva una struttura completamente inedita. Allo stesso modo, il battistero di San Giovanni ad Fontes di Lomello marcò il distacco dalla compattezza paleocristiana attraverso il verticalismo dell'ottagono centrale. Nonostante la perdita di gran parte degli edifici eretti tra VI e VII secolo, le tracce sopravvissute sono sufficienti a confermare l'attività architettonica commissionata dai Longobardi, che nella costruzione di edifici di prestigio civili e religiosi vedevano, come già i Romani, un mezzo per affermare e legittimare la loro autorità.
Tra VII e VIII secolo l'architettura longobarda evolse in una direzione originale: si registrò una ripresa dell'interesse verso l'arte classica, come testimoniato da numerosi riferimenti a espressioni artistiche dell'area mediterranea. L'intrecciarsi di vari modelli, a volte anche in modo contraddittorio, e lo sviluppo di nuove tecniche costruttive culminarono negli edifici eretti durante il regno di Liutprando (712-744), in particolare a Cividale del Friuli. I Longobardi migliorarono con il tempo i rapporti con i loro sudditi romanici e mostrarono una spinta verso una rinascita culturale; in campo architettonico, diversi edifici longobardi di questo periodo, dal Tempietto longobardo di Cividale al monastero di San Salvatore di Brescia, mostrarono echi ravennati. Particolare impulso ricevette in quest'epoca la fondazione di monasteri, sia come manifestazione della fede dei committenti, sia come creazione di luoghi di rifugio per i beni e, a volte, le persone stesse che decidevano la loro fondazione. Re Desiderio (756-774), imitato da numerosi duchi, diede notevole impulso a tale tendenza, promuovendo ambiziose imprese architettoniche, che non trovavano confronti nell'Europa dell'epoca.
Se nella Langobardia Maior lo sviluppo autonomo dell'arte longobarda conobbe una cesura nel 774, in seguito alla sconfitta di Desiderio a opera dei Franchi di Carlo Magno e alla conseguente incorporazione del Regno longobardo nell'Impero carolingio, nella Langobardia Minor il percorso artistico di matrice longobarda poté continuare a svilupparsi ancora per secoli, fino all'avvento dei Normanni (XI secolo). La sostanziale unitarietà dell'architettura longobarda è però testimoniata dal più importante edificio longobardo in Italia meridionale, la chiesa di Santa Sofia a Benevento: eretta nell'VIII secolo, segue chiaramente il modello con corpo centrale slanciato di Santa Maria alle Pertiche, ma integrato da elementi bizantini come l'articolazione dei volumi, segno di rapporto dialettico e non di mero rifiuto con vari modelli culturali, e la stessa struttura di base, che si ricollega all'omonima basilica di Costantinopoli.
Privi di una tradizione architettonica propria, i Longobardi si rivolsero a manodopera locale, grazie anche all'esistenza di un'industria della costruzione già organizzata in corporazioni e specializzazioni in grado di garantire livelli esecutivi elevati. Per questo motivo, all'uniformità artistica generale dei complessi monumentali voluti dai Longobardi si affiancò una certa varietà di realizzazione, con richiami differenti: più marcati furono i tratti di ascendenza merovingia nella Neustria, mentre si ebbero maggiori influenze bizantine in Friuli, anche se in una rete di richiami e rimandi reciproci comune a tutta Italia.

## Cronologia
Successione cronologica dei lavori di costruzione delle principali opere dell'architettura longobarda delle quali si sono conservate vestigia o notizie. In numerosi casi non si è tuttavia trattato di edificazioni ex novo, ma di restauri, rifacimenti e ristrutturazioni, anche radicali, di edifici preesistenti, risalenti all'architettura paleocristiana o a quella romana. Le date riportate sono quelle associate ai vari edifici dalla tradizione, oppure richiamano il periodo di regno del sovrano che, in base alle fonti, promosse i lavori.

### VI secolo

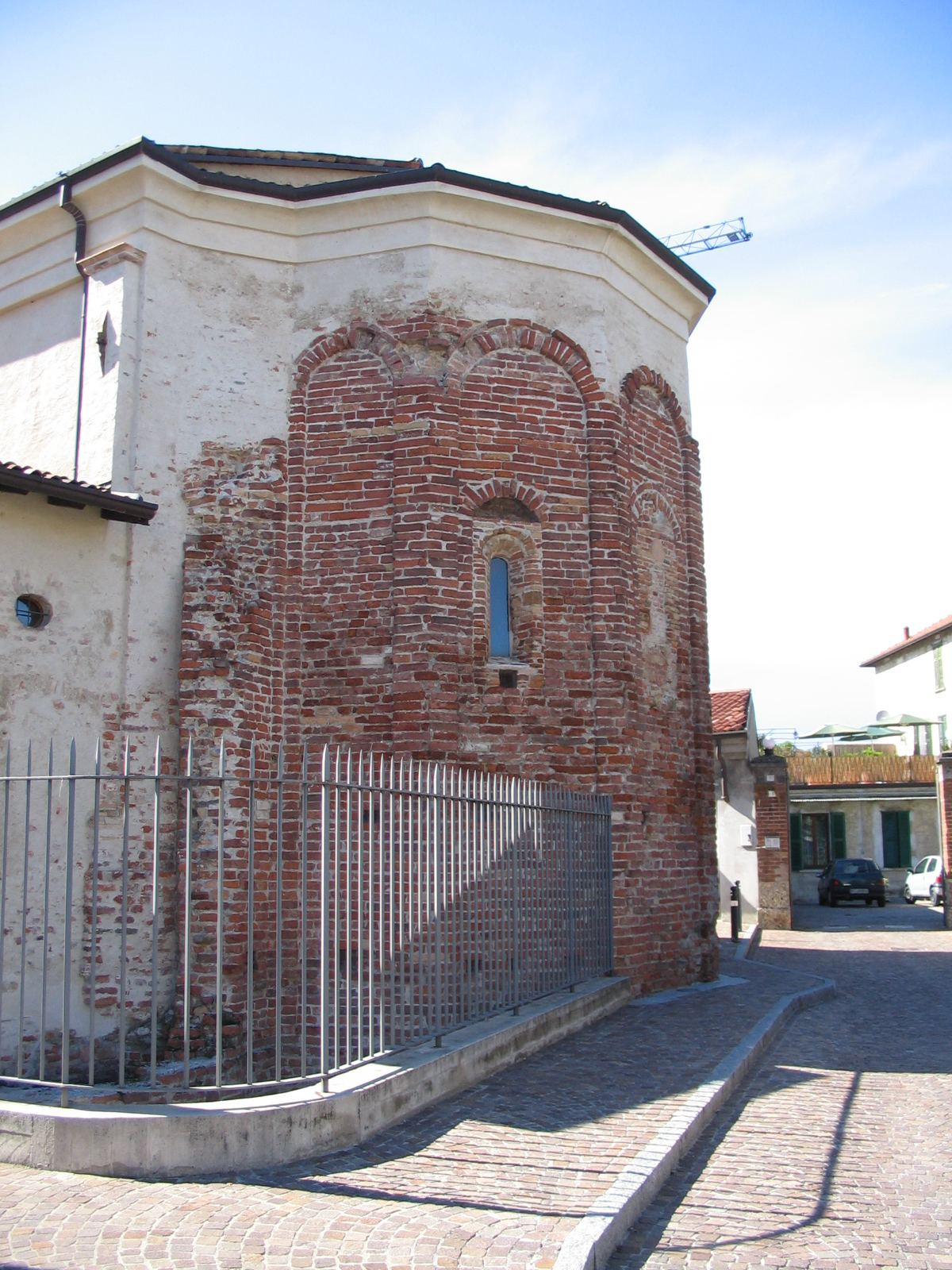
Basilica Autarena (Fara Gera d'Adda), abside

- 585 circa - Basilica Autarena (Fara Gera d'Adda)
- 595 circa - Palazzo Reale (Monza)
- 595 circa - Basilica di San Giovanni Battista (Monza)
- altri edifici risalenti al VI secolo, ma dei quali non si conoscono le date esatte di costruzione:
  - Mura di Benevento, primo tratto

### VII secolo
- 610 circa - Complesso di San Giovanni Battista (Torino)
- 614 - Abbazia di San Colombano (Bobbio)
- 635 circa - Basilica di San Giovanni Battista (Pavia)
- 650 circa - Chiesa di Sant'Eusebio (Pavia)
- 657 - Monastero di San Salvatore (Pavia)
- 662- 671 circa- Basilica di San Michele Maggiore (Pavia)
- 671- 688 circa- Chiesa di Sant'Agata al Monte (Pavia)
- 677 - Chiesa di Santa Maria alle Pertiche (Pavia)
- 680 - Chiesa di San Pietro in Vincoli (Pavia)
- 680 circa - Palazzo Reale (Pavia), ampliamenti di Pertarito (Porta Palatina)
- altri edifici risalenti al VII secolo, ma dei quali non si conoscono le date esatte di costruzione:
  - Battistero di San Giovanni ad Fontes (Lomello)
  - Monastero di Santa Maria Teodote (Pavia)
  - Basilica di San Giovanni Evangelista (Castelseprio), ricostruzione
  - Chiesa di Santo Stefano Protomartire (Rogno)
  - Rocca dei Rettori (Benevento)
  - Santuario di San Michele Arcangelo (Monte Sant'Angelo), ricostruzione
  - Tempietto del Clitunno (Campello sul Clitunno)

### VIII secolo

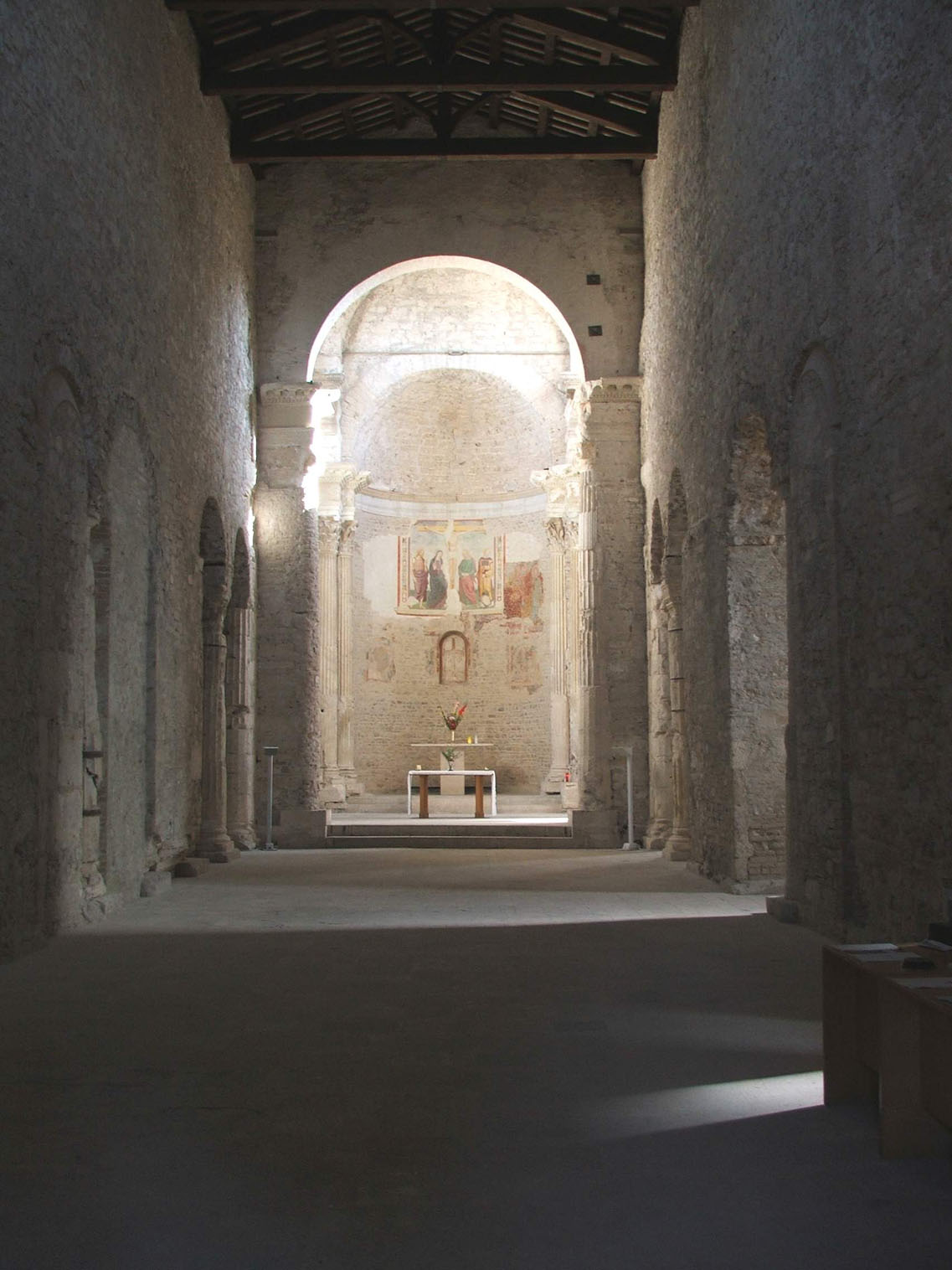
Chiesa di San Salvatore (Spoleto), navata

- 730-740 circa - Basilica di San Pietro in Ciel d'Oro (Pavia)
- 730 circa - Palazzo Reale (Corteolona)
- 730 circa - Monastero di Santa Cristina
- 730-740 circa - Palazzo Reale (Pavia), ampliamenti di Liutprando (cappella palatina)
- 740 circa - Complesso episcopale del patriarca Callisto (Cividale del Friuli)
- 749- 756 circa- Chiesa di San Marino (Pavia)
- 750 circa - Tempietto longobardo (Cividale del Friuli)
- 753 - Monastero di Santa Giulia con la chiesa di San Salvatore (Brescia)
- 758 - Badia leonense (Leno)
- 760 Monastero di San Felice (Pavia)
- 760 - Chiesa di Santa Sofia (Benevento)
- 760-770 - Mura di Benevento, ampliamenti di Arechi II
- 774 circa - Convento di Santa Sofia (Benevento)
- 774 circa - Palazzo di Arechi II a Salerno
- altri edifici risalenti all'VIII secolo, ma dei quali non si conoscono le date esatte di costruzione:
  - Monastero di Torba (Castelseprio), cripta e ristrutturazione del Torrione
  - Chiesa di Santa Maria delle Cacce (Pavia)
  - Monastero di San Pietro in Verzolo (Pavia)
  - Chiesa di San Teodoro (Pavia)
  - Basilica di Santa Maria (Cubulteria)
  - Chiesa di San Salvatore (Spoleto)
  - Abbazia di San Pietro in Valle (Ferentillo)

### IX secolo
- 830-840 circa - Chiesa di Santa Maria foris portas (Castelseprio)

## L'architettura longobarda nella Langobardia Maior

### Pavia

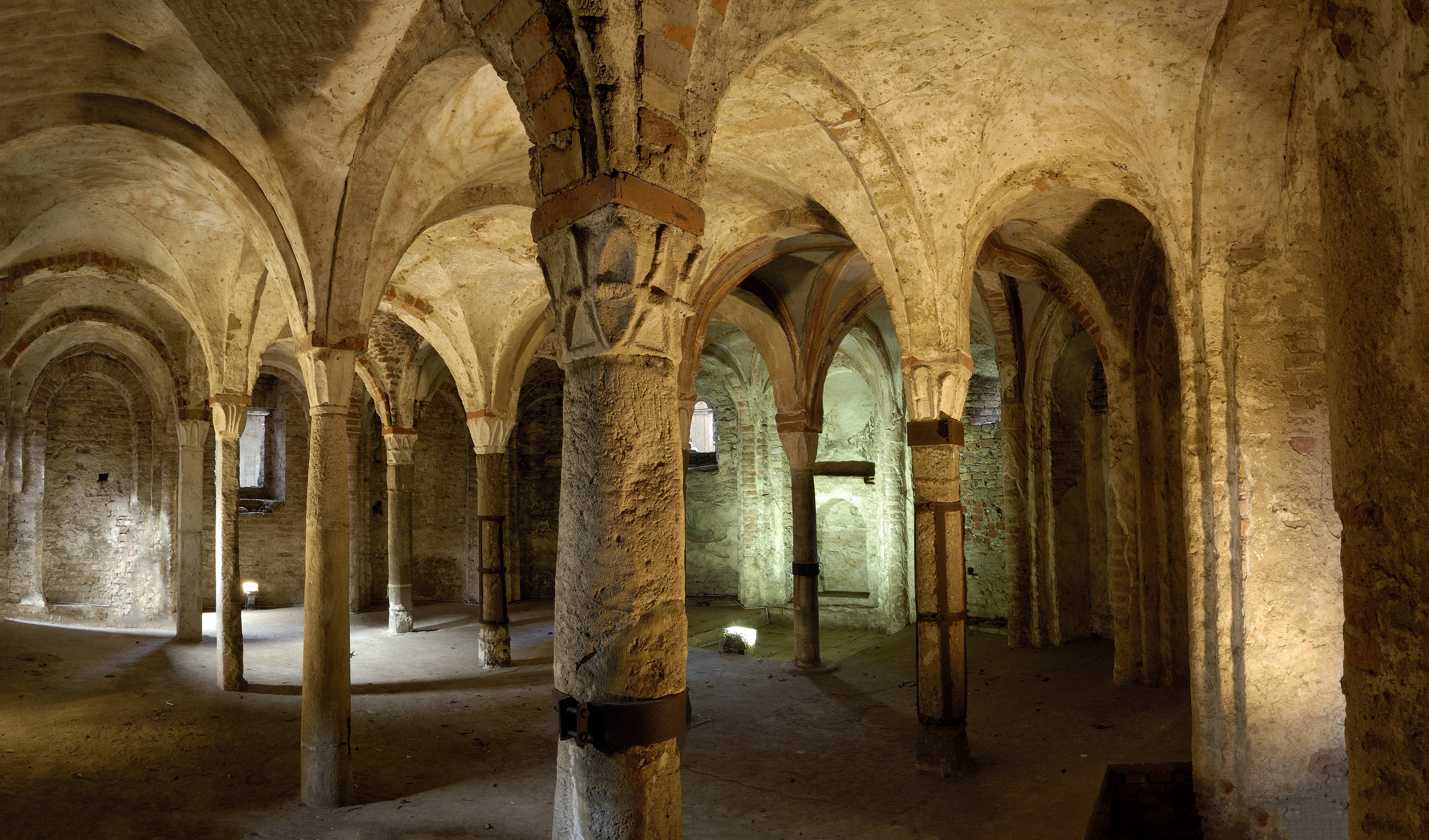
Chiesa di Sant'Eusebio (Pavia), cripta

Il centro più importante della cultura longobarda fu Pavia, capitale del regno, dove però la maggior parte degli edifici eretti tra il VII e l'VIII secolo è andata distrutta o ha subito modifiche radicali soprattutto tra l'XI e il XII secolo. Restano però, accanto ai frammenti architettonici conservati nel museo civico (tra i quali i noti plutei di Teodote e il più ricco corpus di epigrafi di età longobarda) ricostruzioni grafiche e alcuni resti ancora visibili.
Fondata nel 677 e ora distrutta, la chiesa di Santa Maria alle Pertiche doveva il suo nome all'antica tradizione longobarda, di ascendenza pagana, di onorare con pali conficcati nel terreno (perticae, appunto) i guerrieri caduti in battaglie lontane. A pianta circolare, aveva un deambulatorio che formava un anello, delimitato da sei colonne. Il corpo centrale, a differenza di altre basiliche a pianta rotonda come quelle di Costantinopoli o di Ravenna, era estremamente slanciato e fu il riferimento più immediato per architetture successive, come la Cappella Palatina di Aquisgrana o la chiesa di Santa Sofia a Benevento. Un esempio longobardo della stessa tipologia sopravvissuto fino a oggi è il battistero di San Giovanni ad Fontes, nella vicina Lomello.

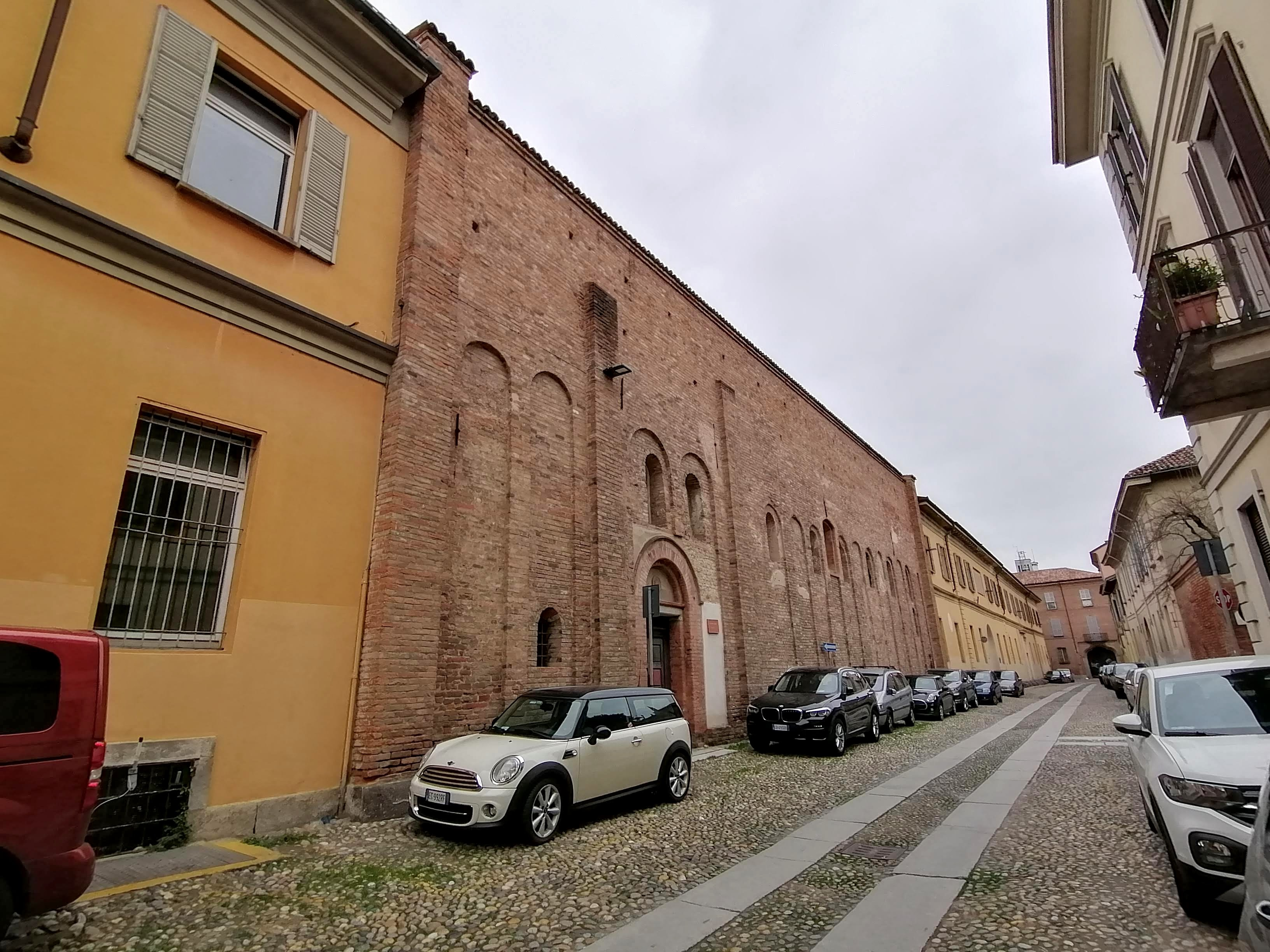
Monastero di San Felice

Il principale edificio religioso pavese in età longobarda fu la chiesa di Sant'Eusebio, già costruita come cattedrale ariana da Rotari (636-652) e in seguito fulcro della conversione al cattolicesimo dei Longobardi avviata da Teodolinda e in seguito sostenuta, proprio a Pavia, da re Ariperto I (653-661) e dal vescovo Anastasio. Del VII secolo resta oggi la cripta, che, sebbene rimaneggiata in epoca romanica, mostra ancora alcuni capitelli, rara testimonianza di scultura longobarda che mostra un allontanamento dall'arte classica attraverso forme originali ispirate all'oreficeria. Anche la chiesa di Santa Maria delle Cacce, fondata nell'VIII secolo da Rachis, conserva alcune finestre e la cripta dell'originario edificio longobardo, mentre elementi architettonici di età longobarda si conservano nella chiesa di San Giovanni Domnarum (fondata dalla regina Gundeperga nel 654) e nel monastero di San Felice fondato da Desiderio intorno al 760. La chiesa di San Marino, fondata da re Astolfo tra il 749 e il 756 (nella quale fu poi sepolto), conserva dell'edificio originario parti delle murature, l'abside, mentre al suo interno si trovano frammenti di plutei e un'iscrizione del sacerdote Gisulfo dell'VIII secolo.
Scarsi i resti di epoca longobarda della basilica di San Pietro in Ciel d'Oro, edificata secondo la tradizione da Liutprando per accogliere le spoglie di sant'Agostino e completamente ricostruita tra XI e XII secolo, come pure la Basilica di San Michele Maggiore (fondata da re Grimoaldo), Santa Maria Tedote (fondata da re Cuniperto tra il 679 e il 700) e del Palazzo Reale, principale edificio civile dell'architettura longobarda, distrutto nell'XI secolo. Del tutto perdute sono le architetture longobarde del monastero di San Salvatore, fondato da re Ariperto I nel 657.

### Monza
La città di Monza fu utilizzata come capitale estiva del regno, soprattutto per impulso di Teodolinda, regina dei Longobardi dal 589 al 626. La sovrana vi edificò un Palazzo Reale come residenza estiva e vi annesse una cappella palatina dedicata a san Giovanni Battista (595 circa). Presto l'oratorio fu ampliato e trasformato in una basilica, sempre dedicata all'evangelista, che nel 603 era senza dubbio già consacrata, tanto che l'abate Secondo di Non vi poté battezzare il figlio di Teodolinda e Agilulfo, l'erede al trono Adaloaldo. Palazzo e basilica furono completamente demoliti tra XIII e XIV secolo per lasciar spazio alla costruzione dell'attuale duomo di Monza; degli edifici longobardi sono rimasti soltanto pochi materiali edilizi e una torre inclusa nell'abside dell'attuale duomo. Fonti scritte testimoniano che la basilica era a tre navate e preceduta da un atrio quadriportico.

### Castelseprio

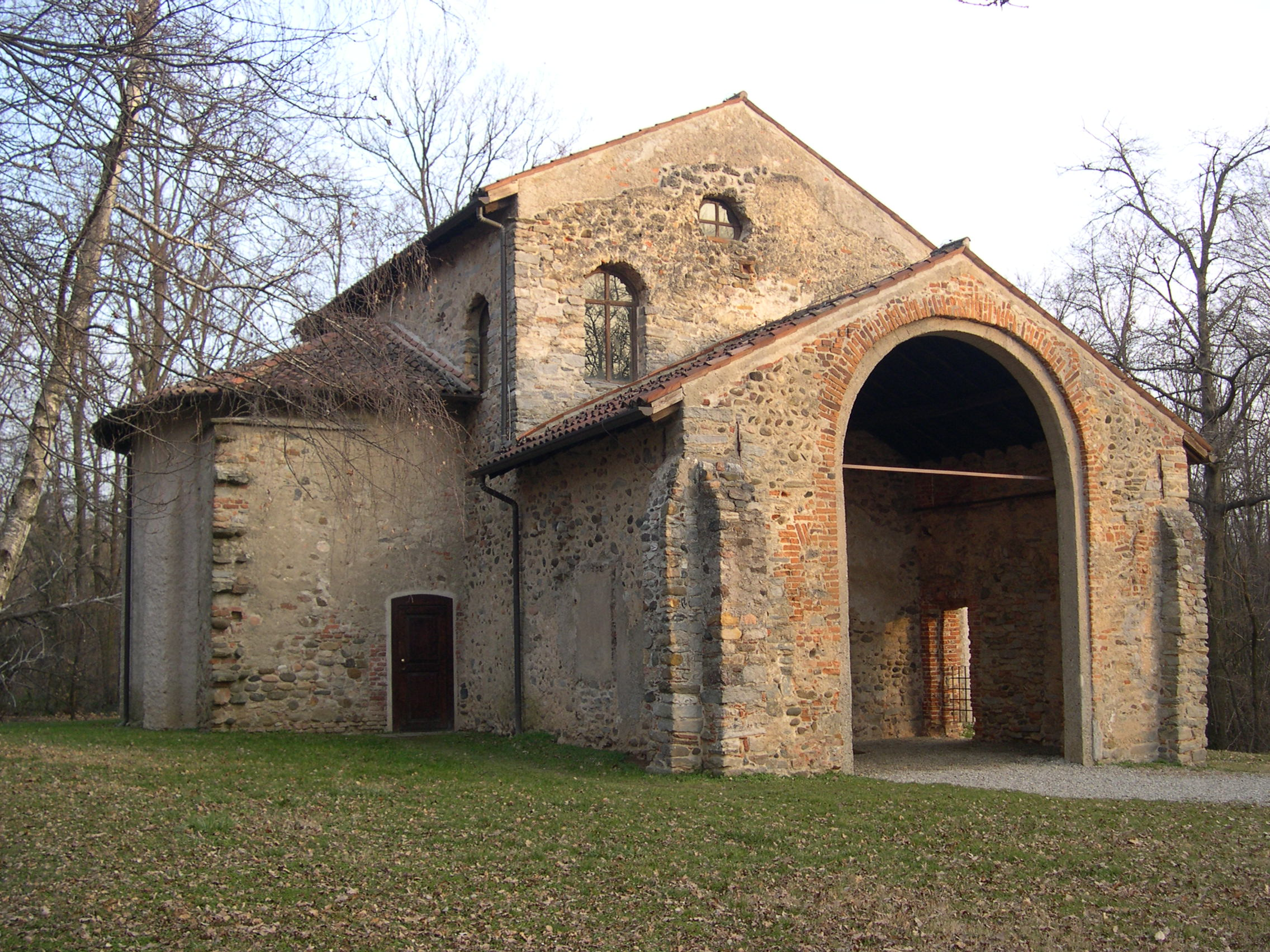
Chiesa di Santa Maria foris portas (Castelseprio), esterno

Demolito, tra 1490 e 1492, anche il complesso sacro di San Giovanni di Torino ad opera del cardinale Domenico Della Rovere, attualmente la principale testimonianza architettonica longobarda della Neustria al di fuori di Pavia è l'area archeologica di Castelseprio (Varese), antica e abbandonata cittadella longobarda. In seguito alla distruzione condotta dai Visconti nel tardo XIII secolo, della fortezza di collina longobarda, esempio di nesso diretto con l'architettura militare romana dei castrum, rimangono solo alcune tracce archeologiche, che tuttavia consentono di identificare un tessuto abitativo che attesta il reimpiego longobardo della preesistente cittadella romana e un'imponente cinta muraria.
All'VIII secolo risale la fondazione, presso le mura, del monastero di Torba; la chiesa di Santa Maria, ricostruita durante il Basso Medioevo, conserva ancora tracce ben visibili di un campanile a pianta quadrata, una cripta ad ambulacro e piccoli resti di affreschi della costruzione originaria. Ancora integro è invece il Torrione, già apice della cinta muraria; edificato con materiale di recupero tratto dal castrum romano, risale forse all'epoca del Regno ostrogoto e in tarda età longobarda venne annesso al monastero, che ne occupò il primo e il secondo piano come sepolcreto e oratorio. A questa fase risalgono gli affreschi, parzialmente conservati, che ritraggono la badessa Aliperga e un Gesù tra santi e apostoli con un'iconografia che rimanda per certi aspetti quella del Tempietto di Cividale.
Il principale complesso religioso di Castelseprio era la basilica di San Giovanni Evangelista con l'annesso battistero ottagonale, ristrutturati dai Longobardi nel VII secolo e oggi in rovine; ancora integra è invece la chiesa di Santa Maria foris portas, risalente all'ultimo scorcio dell'età longobarda (ma è possibile che la costruzione sia di poco posteriore, dei primi anni della dominazione carolingia) e ospitante uno dei più raffinati cicli pittorici dell'Alto Medioevo.

### Bergamo

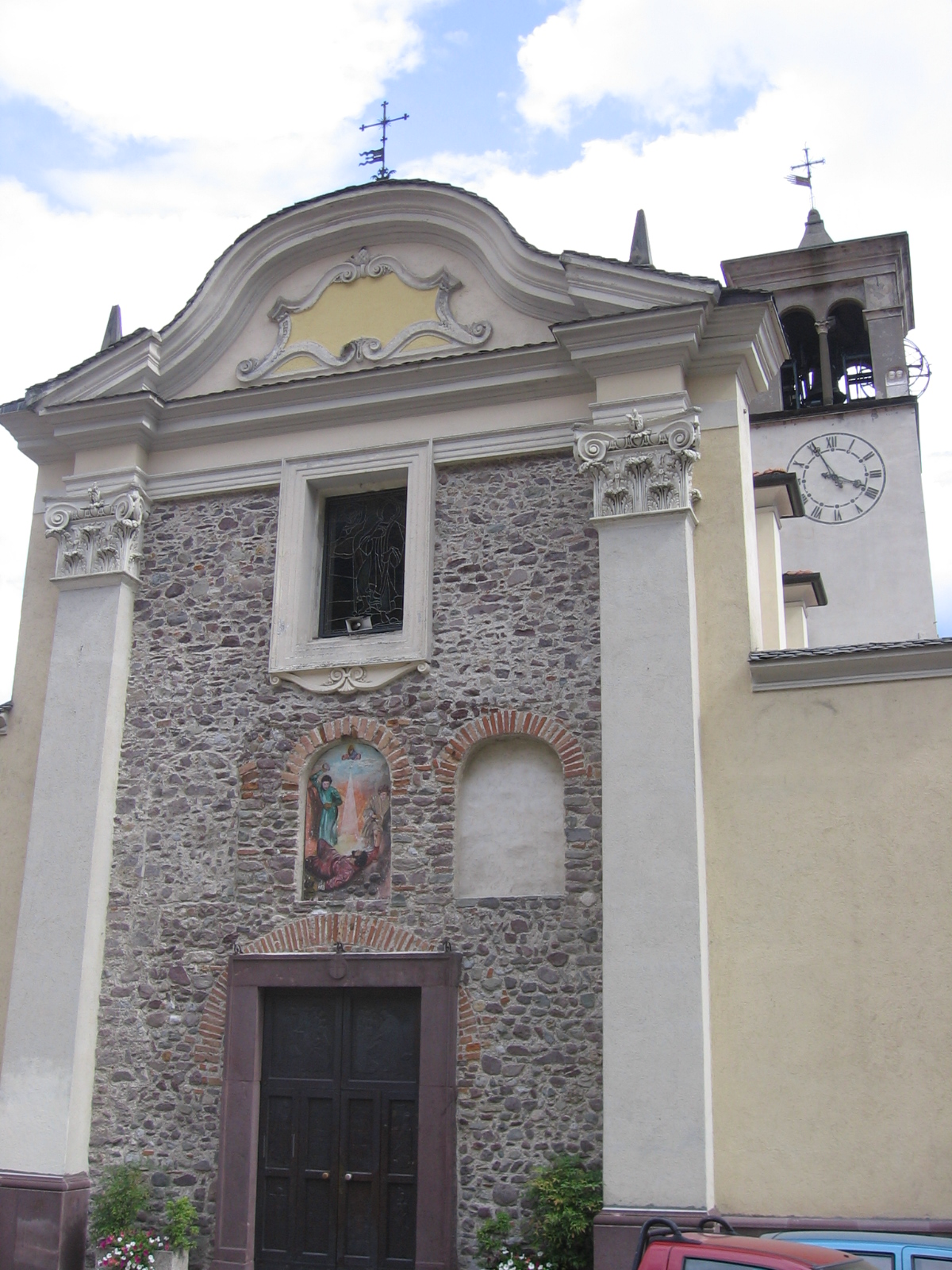
Chiesa di Santo Stefano Protomartire (Rogno), facciata

Presso Bergamo, sede di uno dei più importanti ducati longobardi dell'Austria, si conservano alcune tracce di antiche costruzioni religiose longobarde, ampiamente rimaneggiate in epoche successive.
A Fara Gera d'Adda la basilica Autarena, fondata da Autari (584-590), aveva originariamente una struttura basilicale a tre navate con pareti costruite in laterizio; della costruzione originaria oggi rimane solo l'abside centrale, poligonale, esternamente scandito da lesene piatte raccordate da archi a tutto sesto. Tra le lesene centrali dell'abside erano inserite sottili monofore.
A Rogno, in Val Camonica, la chiesa di Santo Stefano Protomartire conserva la facciata longobarda risalente al VII secolo, poi inglobata nei rifacimenti successivi. Le tracce superstiti consentono di individuare un portale a tutto sesto, aperto in laterizio nella facciata in pietra, sormontato da tre finestre (una successivamente murata), anch'esse a tutto sesto e in laterizio, affiancate e di uguali dimensioni.

### Brescia

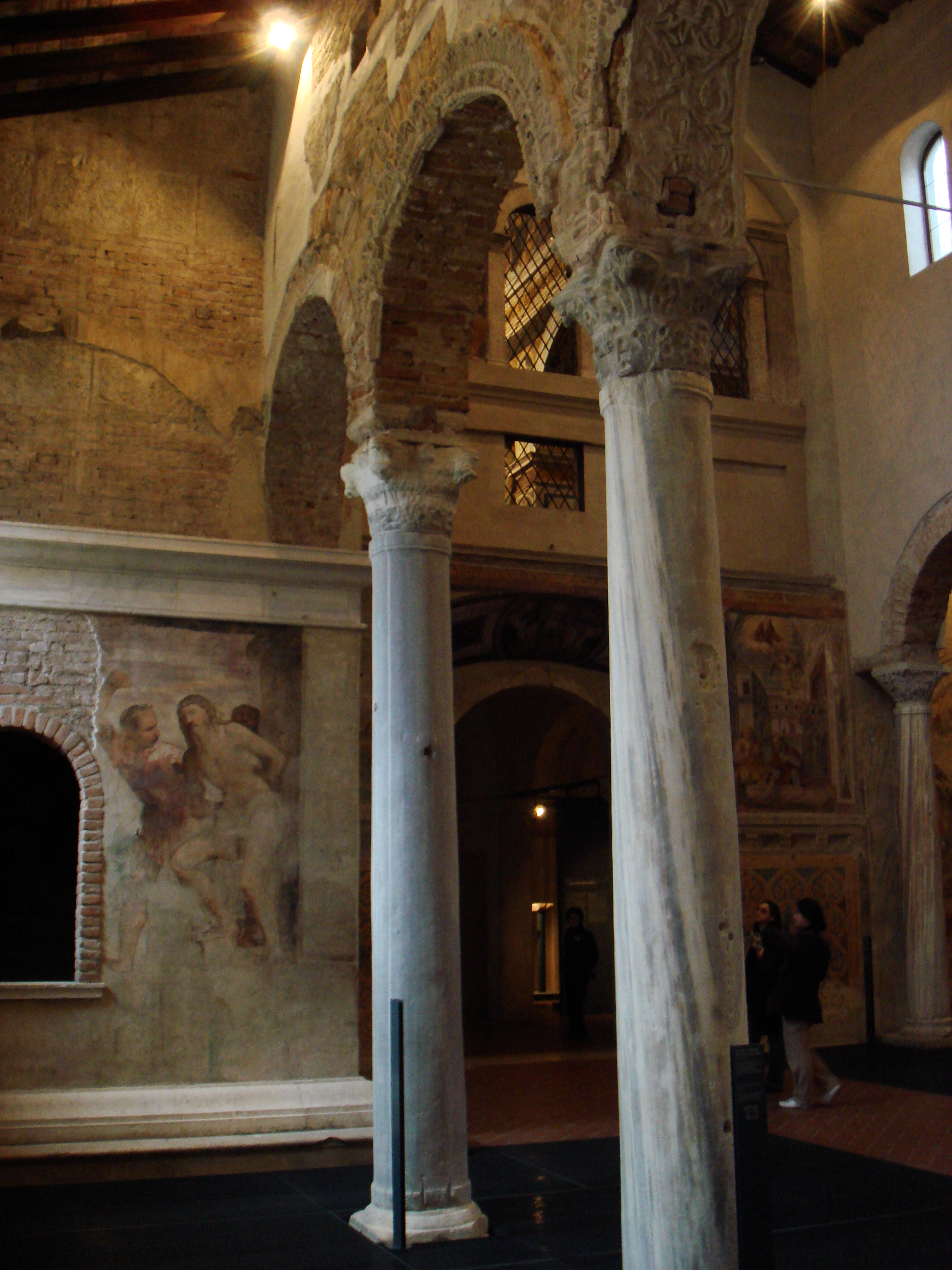
Chiesa di San Salvatore (Brescia), interno

Tra i monumenti longobardi di Brescia, spicca per valore architettonico il complesso conventuale di Santa Giulia, che ingloba la chiesa di San Salvatore. Il monastero, fondato nel 753 da re Desiderio (allora ancora duca di Brescia) e da sua moglie Ansa, che misero a guida del complesso la figlia Anselperga come prima badessa, fu ampiamente rimaneggiato e arricchito nei secoli seguenti, tanto che al caratteristico stile longobardo si sono aggiunte numerose altre tipologie architettoniche, oltre ad affreschi di Paolo da Caylina. Del nucleo originario si conserva la struttura a tre navate scandite da colonne e capitelli in parte di età classica e reimpiegate nel nuovo edificio, in parte di manifattura bizantina, in parte creazione originale in loco. La chiesa, con transetto a tre absidi, era interamente decorata da stucchi e affreschi, tanto da costituire con il Tempietto di Cividale uno dei più ricchi e meglio conservati apparati ornamentali dell'Alto Medioevo. In gran parte perduta la decorazione della cripta, anch'essa a tre absidi, si è parzialmente conservato il corredo liturgico marmoreo.
Un altro monumento architettonico longobardo del Bresciano è la Badia leonense, antico monastero benedettino fondato da Desiderio nel 758 presso Leno con lo scopo di diffondere la regola benedettina nella zona della pianura Padana. Oggi dell'antica abbazia rimangono solo gli scavi archeologici, dai quali sono stati rinvenuti vari oggetti monastici.

### Cividale

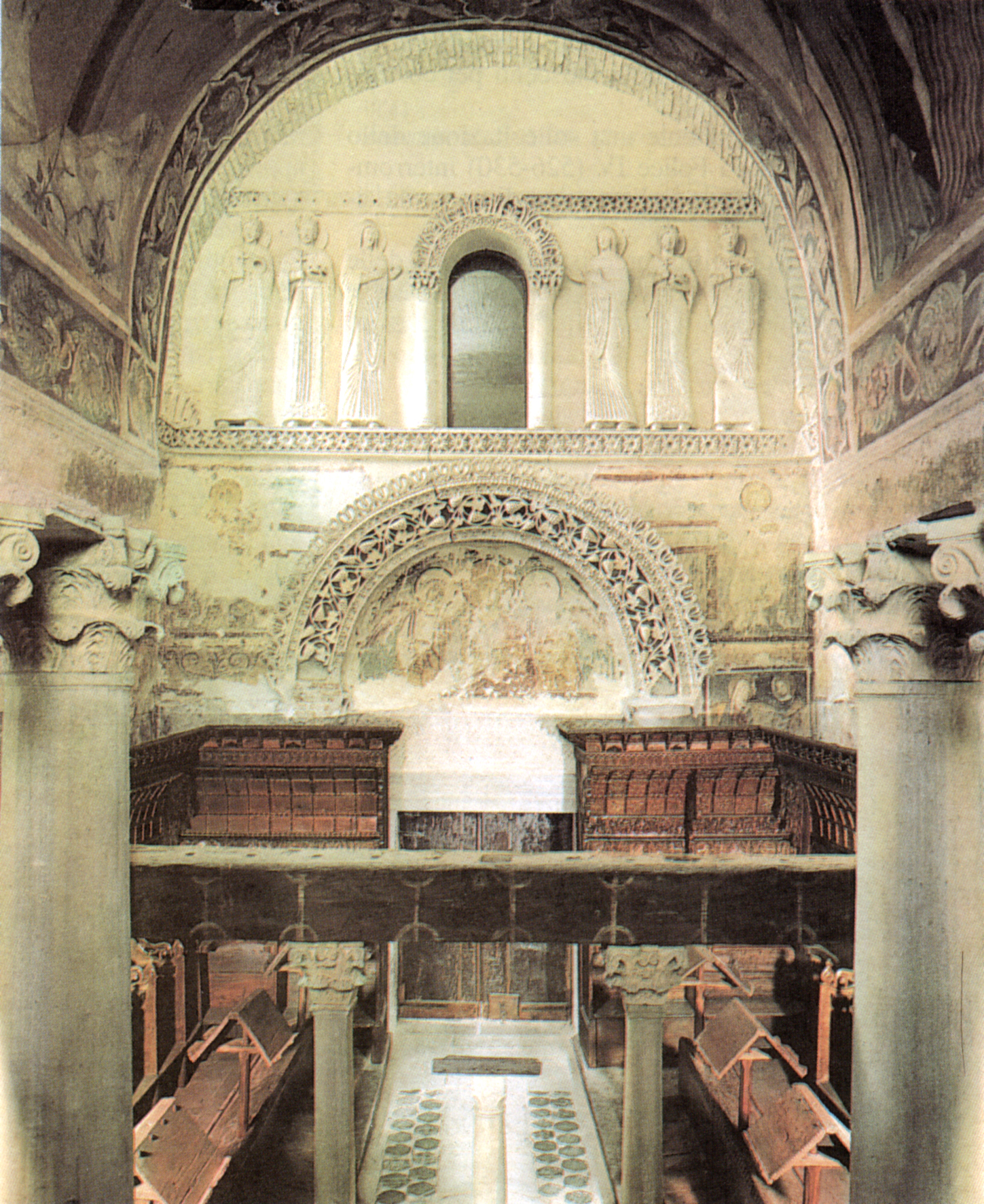
Tempietto longobardo (Cividale del Friuli), interno

Uno dei monumenti più celebri e meglio conservati dell'architettura longobarda si trova a Cividale, capoluogo dell'importante Ducato del Friuli, ed è il cosiddetto Tempietto longobardo. Testimonianza della Rinascenza liutprandea, fu edificato verso la metà dell'VIII secolo, probabilmente su iniziativa di Astolfo (duca del Friuli dal 744 al 749 e re dei Longobardi dal 749 al 756) come cappella palatina, nel luogo dove un tempo sorgeva la gastaldia. Quando quest'ultima venne trasformata in monastero il tempietto assunse la denominazione di "oratorio di Santa Maria in Valle". È composto da un'aula a base quadrata, con presbiterio sotto un loggiato a tre campate con volte a botte parallele. Il lato ovest era l'antica parete d'ingresso e qui restano cospicui resti di una straordinaria decorazione a stucchi e ad affresco; nel fregio al livello superiore, liberamente sovrapposto agli elementi architettonici dell'edificio come le finestre, spiccano sei figure a rilievo di sante, in stucco, eccezionalmente ben conservate. L'abside era anticamente mosaicato, ma oggi non resta traccia della decorazione. Il Tempietto è particolarmente importante perché segna la convivenza di motivi prettamente longobardi (nei fregi, per esempio) e una ripresa dei modelli classici, creando una sorta di continuum aulico ininterrotto tra l'arte classica, l'arte longobarda e l'arte carolingia (nei cui cantieri lavorarono spesso maestranze longobarde, come a Brescia) e ottoniana.
Quasi del tutto perduto, sempre a Cividale, è il complesso episcopale risalente al patriarca Callisto, che nel 737 aveva spostato la sede episcopale da Aquileia a Cividale, costituito da un insieme di edifici che includeva la basilica, il Battistero di San Giovanni Battista e il Palazzo patriarcale. Gli scavi archeologici hanno restituito solo poche tracce delle opere architettoniche, ma hanno consentito di recuperare alcuni tra i manufatti più raffinati della scultura longobarda, come il Fonte battesimale del patriarca Callisto e l'Altare del duca Rachis.

## L'architettura longobarda nella Langobardia Minor

### Benevento

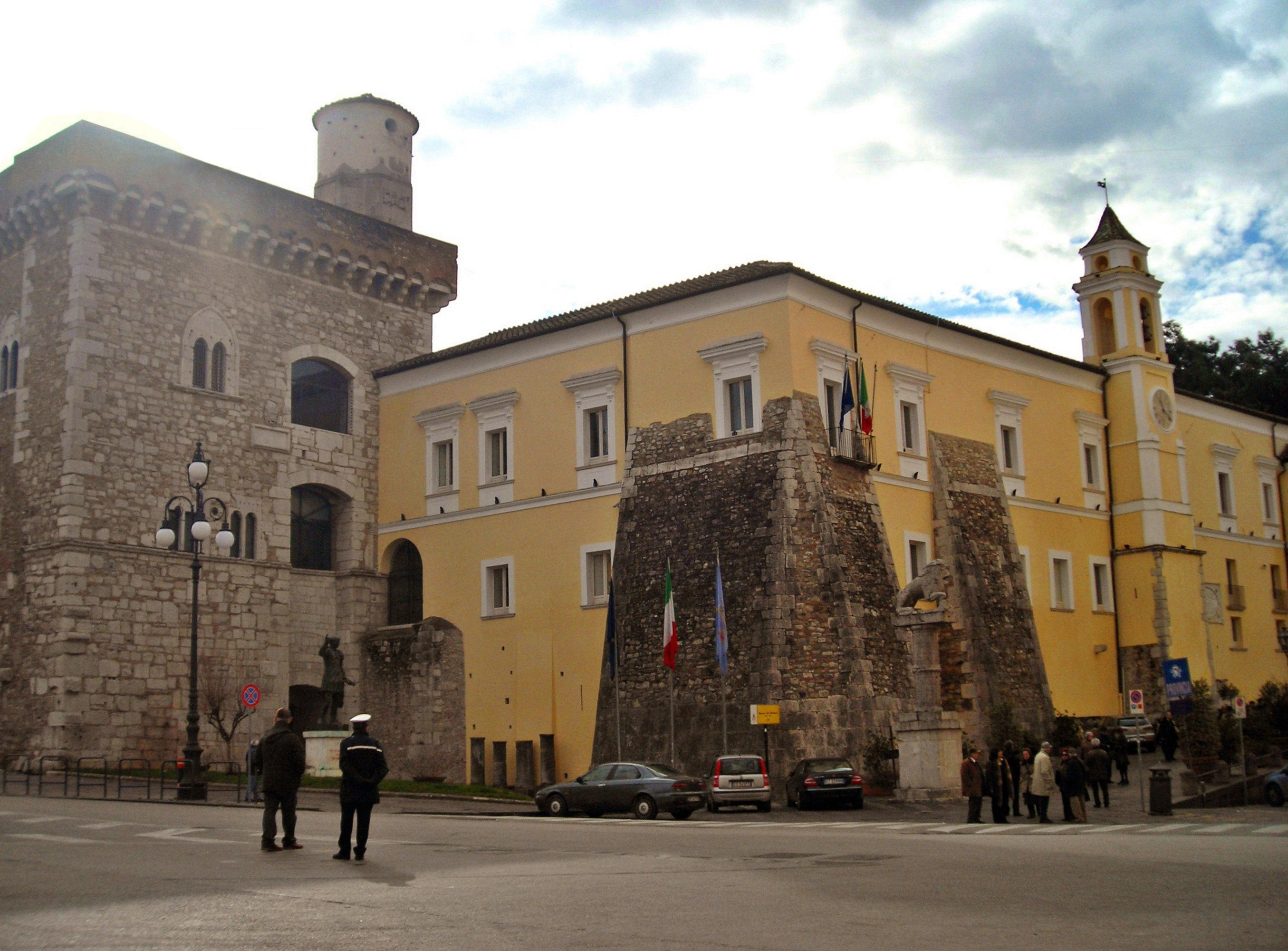
La Rocca dei Rettori vista da nord. A sinistra il Torrione, unico edificio superstite dell'originale costruzione longobarda

Principale centro politico e culturale della Langobardia Minor, Benevento, capitale dell'omonimo ducato (principato) dal 774, conserva alcune tra le vestigia architettoniche meglio conservate, grazie anche all'autonomia dei principi longobardi fino all'XI secolo. Ancora fedele alla pianta originale è la chiesa di Santa Sofia, fondata nel 760 da Arechi II; la costruzione di un edificio religioso a forte impatto monumentale era parte della sua politica di prestigio, che si sviluppava anche attraverso il mecenatismo architettonico. Caratterizzata da una pianta centrale e da un'originale struttura con nicchie stellari, possiede tre absidi e notevoli resti di affreschi sulle pareti. I rimandi artistici sono molteplici: da un lato, il corpo centrale slanciato richiama la tradizione propria dei Longobardi già affermata a Pavia, nella chiesa di Santa Maria alle Pertiche; dall'altro, l'articolazione dei volumi palesa i rapporti dialettici con l'architettura bizantina. Le aspirazioni monumentali di Arechi si tradussero in una struttura complessa, scandita da colonne e pilastri disposti a formare un esagono centrale e un decagono concentrico. Le basi e i capitelli delle colonne sono esempi di reimpiego di materiale d'età classica, accuratamente selezionato. Annesso a Santa Sofia c'era un monastero femminile, completamente ristrutturato in età romanica; del precedente edificio longobardo si conservano solo alcune tracce nel chiostro.
Benevento conserva ancora un ampio tratto delle Mura e la Rocca dei Rettori, unici esempi superstiti di architettura militare longobarda. Le Mura, innalzate tra VI e VII secolo e ampliate nell'VIII da Arechi II, si fondano su un basamento di blocchi di pietra calcarea e tufacea, mentre la parte più elevata è un opus incertum di ciottoli di fiume legati a malta, con innesti irregolari di laterizi e pietre squadrate recuperate dalla spogliazione di edifici più antichi. Della cinta muraria fanno parte anche porzioni superstiti delle mura romane, con alcune porte (come Port'Arsa, aperta sulla via Appia Antica); in stato di rudere sono le torri che intervallavano le mura, tra cui la Torre della Catena. La Rocca dei Rettori era il fortilizio più elevato della cittadella di Benevento; dell'epoca longobarda rimane il Torrione angolare, mentre il resto del castello è il risultato di rifacimenti successivi. Alto 28 m, il Torrione ha pianta poligonale e nelle sue pareti si riconoscono diverse pietre provenienti da edifici di età romana. Verso l'esterno si aprono bifore ogivali, mentre sul terrazzo si elevano due torrette.

#### Centri minori del Ducato di Benevento

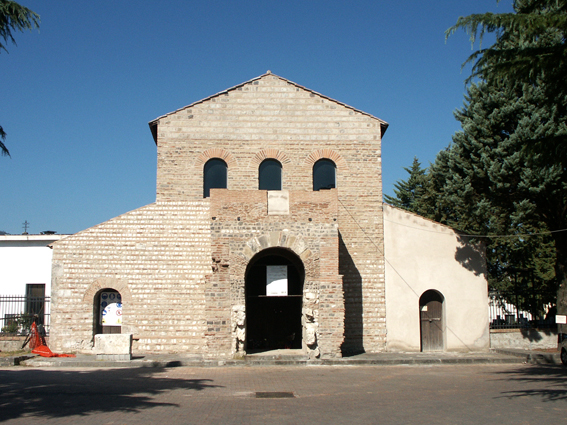
Basilica di Santa Maria di Cubulteria (Alvignano), facciata

Nei pressi di Benevento, ad Alvignano, la basilica di Santa Maria di Cubulteria è un esempio di sintesi tra stilemi longobardi e stilemi bizantini: eretta tra VIII e IX secolo sui resti di un tempio romano, è a tre navate scandite da pilastri in mattoni sormontati da archi a tutto sesto. L'interno, estremamente lineare, è chiuso da un'abside cieco semicircolare, mentre all'esterno la facciata a salienti è caratterizzata da un protiro e da portali e monofore a sesto acuto, tutto sempre in laterizio.
Nel territorio del Ducato di Benevento sorgeva anche il santuario di San Michele Arcangelo, fondato prima dell'arrivo dei Longobardi ma da questi adottato come santuario nazionale a partire dalla loro conquista del Gargano, nel VII secolo. Dopo la conversione al cattolicesimo i guerrieri germanici riservarono una particolare venerazione all'arcangelo Michele, al quale attribuirono le virtù guerriere un tempo adorate nel dio germanico Odino, avvertito come particolarmente vicino ai Longobardi fin dal loro mito delle origini.

### Spoleto

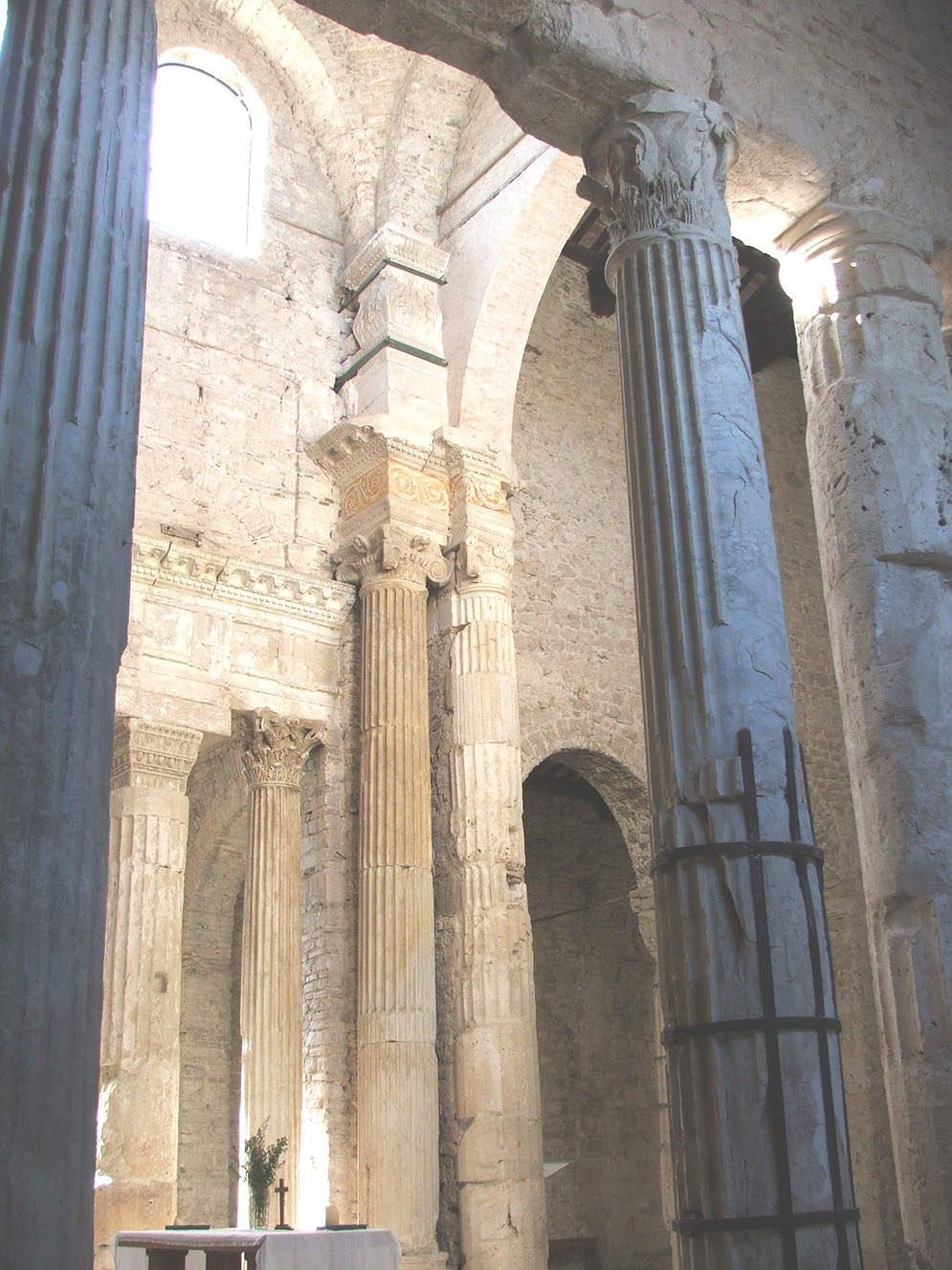
Chiesa di San Salvatore (Spoleto), presbiterio

A Spoleto, sede dell'altro grande ducato della Langobardia Minor, l'ispirazione monumentale dei duchi longobardi si manifestò nel rifacimento della chiesa di San Salvatore, già basilica paleocristiana del IV-V secolo e ampiamente rinnovata nell'VIII. A tre navate, ha un presbiterio tripartito coperto da una volta a base ottagonale; l'interno ha perduto l'originale decorazione a stucco e pittorica, ma conserva la ricca trabeazione con fregio dorico, impostata su colonne anch'esse doriche (nella navata) o corinzie (nel presbiterio). Dell'originale facciata dell'VIII secolo, scandita da lesene e divisa in due ordini da una cornice, si è persa la ricca decorazione, tranne le cornici delle finestre e i tre portali scolpiti con motivi classici.
Presso Spoleto, a Campello sul Clitunno, sorge il Tempietto del Clitunno. In questo caso, a differenza di altre opere architettoniche longobarde, gli ornamenti scolpiti sono originali e non reimpieghi di elementi di età romana; la loro fattura, tuttavia, si inserisce perfettamente nel solco della scultura romana, tanto che perfino il Palladio credette che il Tempietto fosse un'opera originale di età imperiale. È un sacello corinzio tetrastilo in antis arricchito da due portici laterali; su tre lati corre un architrave con un'invocazione a Dio in caratteri maiuscoli romani quadrati, rarissimo esempio di epigrafia monumentale altomedievale.
A Ferentillo, in Valnerina, l'abbazia di San Pietro in Valle conserva l'originaria navata che risale all'VIII secolo e due lastre dell'altare principale, scolpite a bassorilievo, tra cui la Lastra di Orso.

### Salerno

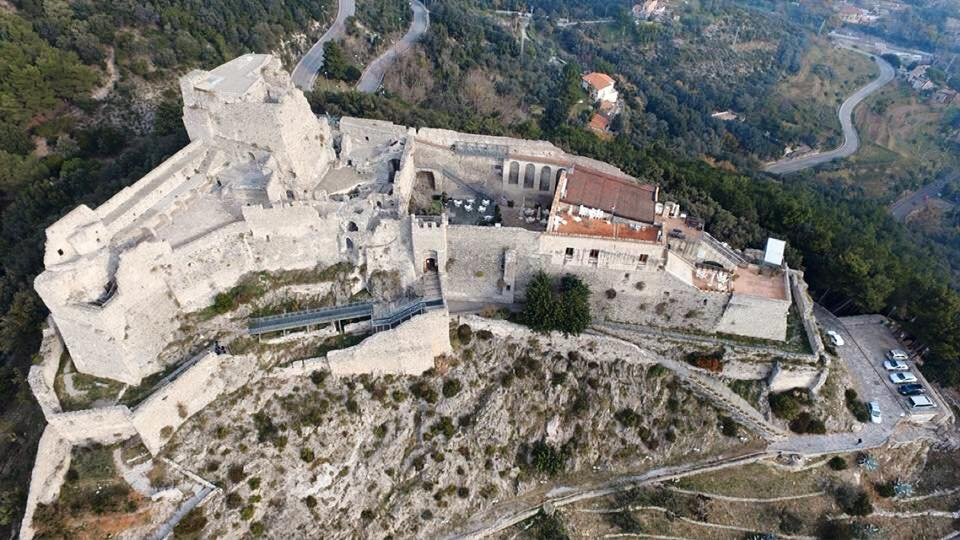
Veduta aerea del castello di Arechi

Nel 774 il principe di Benevento, Arechi II, decise di trasferire la sua corte a Salerno, che si popolò di molte famiglie longobarde, iniziando oltre tre secoli di dominio longobardo col Principato longobardo salernitano. La città acquistò importanza e furono edificate numerose opere tra cui la reggia, della quale rimangono tracce sparse nel centro storico. Questa reggia (ora quasi completamente scomparsa) era un'edificazione alla quale si affiancava la cappella palatina (oggi chiesa di San Pietro a Corte). I resti di questo complesso archeologico longobardo di San Pietro a Corte nel centro storico di Salerno sono l'unica testimonianza archeologica di architettura palaziale di epoca longobarda rimasta nell'Italia meridionale.
Anche le mura di Salerno furono potenziate da Arechi e dai suoi successori, creando un sistema difensivo triangolare della Salerno longobarda, centrato nel castello di Arechi. I principi longobardi di Salerno eressero una dozzina di chiese, tra le quali spiccano quelle di San Massimo, Sant'Andrea de Lavina e Santa Maria de Lama, dove vi sono le migliori (benché frammentarie) testimonianze di pittura longobarda a Salerno. 

### Fonti primarie
- Origo gentis Langobardorum, in  Georg Waitz (a cura di), Monumenta Germaniae Historica, Hannover, 1878,  Scriptores rerum Langobardicarum et Italicarum saec. VI–IX, 1–6.
- Paolo Diacono, Historia Langobardorum, in  Georg Waitz (a cura di), Monumenta Germaniae Historica, Hannover, 1878,  Scriptores rerum Langobardicarum et Italicarum saec. VI–IX, 12–219.

### Letteratura critica e storiografica
- Piero Adorno, L'Alto Medioevo, in L'arte italiana, Firenze, D'Anna, 1992,  Vol. 1, tomo II, pp. 558-579.
- Pierluigi De Vecchi, Elda Cerchiari, I Longobardi in Italia, in L'arte nel tempo, Milano, Bompiani, 1991,  Vol. 1, tomo II, pp. 305-317, ISBN 88-450-4219-7.
- Almerico Meomartini, I monumenti e le opere d'arte della città di Benevento, Benevento, De Martini, 1979.
- Lorenzo Moris, Alessandro Pellegrini, Sulle tracce del romanico in provincia di Bergamo, Bergamo, Provincia di Bergamo, 2003.
- Marcello Rotili, Benevento romana e longobarda. L'immagine urbana, Napoli, La Stampa di Ercolano, 1986.
- Sergio Rovagnati, I Longobardi, Milano, Xenia, 2003, ISBN 88-7273-484-3.
- Giovanni Battista Semeria, Storia della Chiesa Metropolitana di Torino, Torino, 1840.
- Pier Giuseppe Sironi, Castelseprio. Storia e monumenti, Tradate, Colombo, 1997.

#### Atti e cataloghi
- Gian Pietro Brogiolo; Alexandra Chavarria Arnau (a cura di), I Longobardi. Dalla caduta dell'Impero all'alba dell'Italia, Cinisello Balsamo, Silvana, 2007.
- Paolo Verzone, Architettura longobarda a Spoleto e a Pavia, in Atti del IV Congresso internazionale del Centro italiano di studi sull'alto medioevo, Pavia, 10-14 settembre 1967.